# Aspiracje
Aspiracje – zespół dążeń ukształtowanych na podstawie hierarchii wartości właściwych jednostce. Aspiracje zależą od samopoznania, samooceny i samookreślenia jednostki, a także od sytuacji społecznej. Jeśli jednostka trafnie określi swoją sytuację społeczną, potrafi także określić swoje aspiracje. Warto podkreślić, że aspiracje to dążenia, cele, do których jednostka dąży długotrwale, np. założenie rodziny, zdobycie określonego stanowiska, zawodu. Aspiracje są więc dążeniami jednostki, umotywowanymi możliwością ich realizacji.
"Aspiracje" są określone jako życzenia, pragnienia, zamierzenia dotyczące wyników własnego działania oraz osiąganych w przyszłości stanów związanych z wykonywaniem określonego zadania lub osiągnięciem jakiegoś celu.
Zdaniem W. Kopalińskiego aspiracja to dążenie (do osiągnięcia czegoś), pragnienie (dopięcia celu, dobicia się czego). Według A. Sokołowskiej to ogół pragnień i dążeń dotyczących osobistej przyszłości jednostki. Wincenty Okoń definiuje aspiracje jako dążenie do osiągnięcia zamierzonych celów, do realizacji jakichś ideałów życiowych. A. Janowski uważa je za w miarę trwałe i względnie silne życzenia jednostki dotyczące właściwości lub stanów, jakimi ma się charakteryzować jej życie w przyszłości, oraz obiektów, jakie w tym życiu będzie chciała uzyskać.

## Klasyfikacje aspiracji
- wysokie, niskie
- zawyżone, adekwatne, zaniżone
- aktualistyczne, perspektywistyczne
- życzeniowe, działaniowe
- uświadomione, latentne
- kierunkowane na stan, ukierunkowane na przedmiot
- edukacyjne, ludyczne, zawodowe, do samokształcenia, społeczno - polityczne, rodzinne, rekreacyjne, towarzyskie, ekonomiczne.